# Cratere Henry (Luna)
Henry è un cratere lunare di 39,06 km situato nella parte sud-occidentale della faccia visibile della Luna.
Il cratere è dedicato al fisico statunitense Joseph Henry.

## Crateri correlati
Alcuni crateri minori situati in prossimità di Henry sono convenzionalmente identificati, sulle mappe lunari, attraverso una lettera associata al nome.
| Henry | Coordinate            | Diametro (in km) |
| ----- | --------------------- | ---------------- |
| A     | 24°25′12″S 57°12′00″W | 8,31             |
| B     | 24°16′48″S 56°26′24″W | 5,14             |
| D     | 24°52′12″S 59°12′36″W | 6,78             |
| J     | 22°47′24″S 55°36′36″W | 5,89             |
| K     | 23°13′12″S 55°42′00″W | 6,4              |
| L     | 25°27′36″S 57°33′00″W | 6,48             |
| M     | 25°46′12″S 57°31′48″W | 12,84            |
| N     | 26°06′36″S 58°27′36″W | 8,77             |
| P     | 25°42′00″S 58°58′12″W | 6,38             |